# كلوديا كاسيدي
كلوديا كاسيدي (بالإنجليزية: Claudia Cassidy)‏ هي صحفية أمريكية، ولدت في عام 1899، وتوفيت في عام 1996.